# Nacionalni park Kakadu
Nacionalni park Kakadu je nacionalni park koji se nalazi 171 km istočno od grada Darwina u australskoj pokrajini Sjeverni teritorij. Smješten je u području Aligatorskih rijeka i pokriva područje od oko 19.804 km², tj. 200 km u pravcu sjever-jug i 100 km u pravcu istok-zapad. Nazvan je po pogrešnom izgovoru naziva za aboridžinski jezik Gagadžu kojim govore domoroci u sjevernom dijelu parka.
Nacionalni park Kakadu je osnovan 1981. godine, a zbog svoje jedinstvene flore i faune velike bioraznolikosti, ali i kulturnih vrijednosti za autohtono domorodačko stanovništvo, prepoznat je kao jedan od najljepših u Australiji. Zbog toga je 1981. godine upisan na UNESCO-ov popis mjesta svjetske baštine u Australiji i Oceaniji.
U parku se nalaze neke od najstarijih i najvećih kolekcija prapovijesnih petroglifa na svijetu (starih i do 40000 godina), koje su dokaz povezanosti domorodačkog stanovništva s ovim okolišem. Domoroci su na njima prikazali vjerovanje o nastanku svijeta kojeg su stvorili njihovi "duhovni preci". Oni su naime u svojim putovanjima stvorili ovaj krajolik, biljke i životinje, te su naučili domoroce ( Bininj / Mungguy) kako da žive u skladu s prirodom. 
Park je također izrazito slikovit s grubom pješčenjačkom visoravni koja se nastavlja u velika područja pod šumama i prostranim močvarama. Kroz park, gotovo u cijelosti, prolazi velika tropska rijeka South Aligator River, u čijoj okolici se izmjenjuju svi ekosustavi australskog poluotoka Top End. Njegova flora je najraznovrsnija u sjevernoj Australiji s 46 ugroženih i rijetkih vrsta i 9 endema. Zbog jedistvenog krajolika ovo područje je dom za trećinu vrsta ptica i četvrtinu vrsta slatkovodnih riba Australije, ali i 55 vrsta termita i 200 vrsta mrava (10% svjetskih vrsta), kao i veliki broj vrsta malih sisavaca. Također je važno mrijestilište za dvije vrste ugroženih reptila, morskog krokodila i dugonose kornjače.
U duhu očuvanja tradicija i kulturne baštine parka, pored prirodnih ljepota, uprava parka je povjerena Aboridžinima, ali i zaposlenicima "Parkova Australije", koji djeluju zajedno.
U parku djeluje i Rudnik uranija Ranger koji je najveći rudnik uranija na svijetu.
- Nourlangie Rock
- Pogled na močvare Kakadua s pješčenjaka
- Mimi, duh predaka u galeriji stijene Anbangbang
- Prapovijesne slikarije na lokalitetu Ubirr
- Morski krokodil u Žutoj rijeci
- Slap u parku Kakadu
- Veliki termitnjaci u parku Kakadu
- Dvojni slap
- Divlji konji (Brumby) u močvarama Mamukala
- Krokodilski hotel, Jabiru

## Vanjske poveznice
- Kakadu National Park (engl.) Službene stranice parka
- Kakadu National Park tourism website (engl.) Iscrpne informacije
- Kakadu - fotografije  Arhivirana inačica izvorne stranice od 3. veljače 2009. (Wayback Machine)